# Трубецкая (станция)
Трубецкая — промежуточная железнодорожная станция Ростовского региона Северо-Кавказской железной дороги, находящаяся в посёлке Гигант Сальского района Ростовской области. Расположена на однопутной железнодорожной линии Батайск — Сальск.
Станция Трубецкая имеет грузовой механизированный товарный двор (для погрузки-разгрузки сыпучих грузов).
От станции Трубецкая подъездные пути проведены к ООО «Сальсксельмаш», Трубецкому филиалу ОАО «Астон» (элеватор), маслозаводу «Донское золото».

## Работа станции
- Прием и выдача повагонных отправок грузов, допускаемых к хранению на открытых площадках станции.
- прием и выдача грузов повагонными и мелкими отправками, загружаемыми целыми вагонами только на подъездных путях и местах общего пользования[2].

## Пригородное сообщение по станции
По станции курсируют следующие пассажирские поезда пригородного сообщения:
| Номер поезда | маршрут                                |
| 6811         | Сальск — Ростов-Главный                |
| 6813         | Волгодонская — Сальск — Ростов-Главный |
| 6819         | Зимовники — Сальск — Ростов-Главный    |
| 6820         | Ростов-Главный — Сальск — Зимовники    |
| 6814         | Ростов-Главный — Сальск — Волгодонская |
| 6812         | Ростов-Главный — Сальск                |

## Примечание
1. ↑  Железнодорожные станции СССР. Справочник. — М.: Транспорт, 1981
2. ↑  Информационный ресурс «ТрансЛогист»
3. ↑  Расписание электричек Трубецкая. График 2023 г, с учетом оперативных изменений. Яндекс Расписания. Дата обращения: 22 ноября 2023. Архивировано 22 ноября 2023 года.